# Liber Linteus

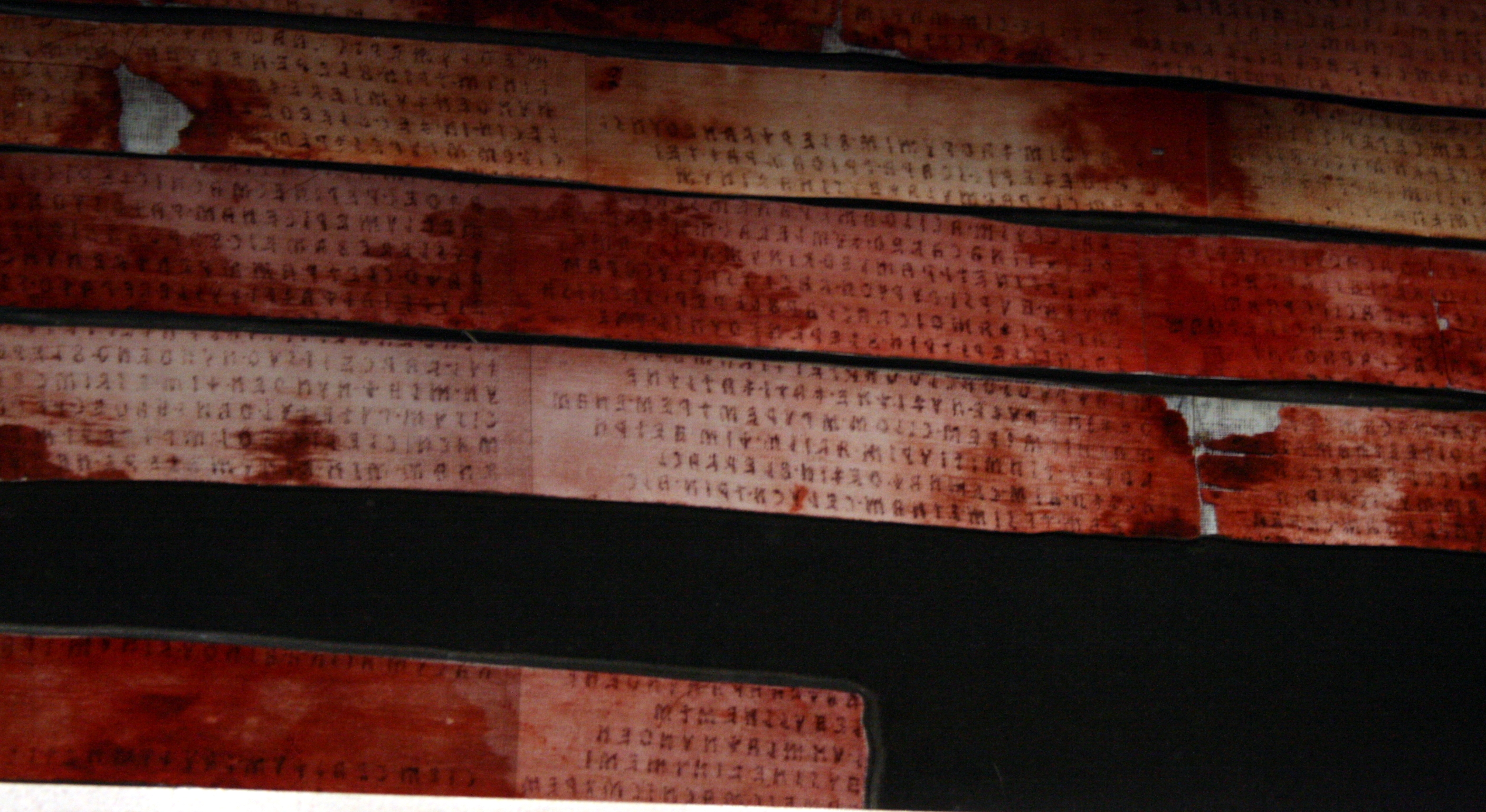
Liber Linteus Zagrebiensis

Liber Linteus Zagrabiensis (tiếng Latin: "Linen Book of Zagreb", cũng hiếm khi được gọi là Liber Agramensis, "Book of Agram") là đoạn văn bản dài nhất viết bằng tiếng Etrusca. Hiện nay, chỉ còn một số tài liệu cổ đề cập đến nó và phần lớn nội dung cuốn sách vẫn chưa được dịch.
Từ những gì của cuốn sách, có thể nó là một cuốn lịch về nghi lễ, ban đầu quyển sách được cho là viết về những nghi lễ an táng. Đây là một tài liệu cổ xưa này vẫn còn tồn tại tới ngày nay mặc dù nó có nguồn gốc từ thế kỷ thứ 3 TCN. Chất liệu của cuốn sách làm từ vải lanh, loại vải sử dụng để bọc xác ướp thời Ai Cập cổ đại.